# Gilberto Horal
Gilberto Horal (em aragonês: Gilbert Horal) (* 1152 - † Dezembro de 1200) foi o décimo segundo Grão-Mestre dos Cavaleiros Templários.
Gilberto Horal era provavelmente de origem Aragonesa. Ele era um membro da Ordem do Templo desde seus primeiros dias. Ele permaneceu na Provença e Aragão, onde ele participou de várias batalhas da "Reconquista". Depois de alguns anos, tornou-se governante da Província de Aragão, em seguida, em 1190, ele foi nomeado Visitador da França.
Em 1193, após a morte de Robert de Sable, foi nomeado Grão-Mestre da Ordem.
Em 1194, o Papa Celestino III confirmou a bula papal "Datum Optimum Omne" e assim estendida todos os privilégios anteriormente permitidos à Ordem. Prudente e racional, ele tentou manter uma política de equilíbrio entre cristãos e muçulmanos. Ele comprometeu-se fortemente para que o Tratado entre Saladino e Ricardo Coração de Leão fosse respeitado pelos cristãos.
Papa Inocêncio III e vários lordes francos denunciaram a atitude de Horal, acusando a Ordem de traição e de conspiração com o inimigo. Gilberto Horal teve que usar de toda sua arte diplomática para acalmar suas mentes.
Durante o tempo em que Horal foi Mestre, disputas entre Templários e Hospitalários assumiram proporções gigantescas e desastrosas. As duas Ordens engajadas em lutas armadas sobre a posse das cidades e castelos. Na briga, o Papa Inocêncio III mediava em favor dos segundos. Dava a impressão que ele não poderia perdoar os Templários pelos tratados que assinaram com Malek-Adel, irmão do falecido Saladino.
Na cenário europeu, Gilberto Horal teve tempo para organizar e fortalecer as posses dos Templários na França e na Apúlia.
Na Espanha, os Templários participaram ativamente da 'Reconquista'.
Em 1196 Afonso II, rei de Aragão, deu-lhes a fortaleza de Alfambra para recompensa a Ordem por seus esforços em batalha.
Durante o reinado de Horal como Mestre da Ordem monástica dos Hospitalares da Santa Virgem dos alemães tornou-se uma ordem militar como Templários e Hospitalários. Essa nova ordem logo seria chamada a Ordem Teutônica. Gilberto Horal morreu em dezembro de 1200, no início da Quarta Cruzada.

## Fonte
- «Gilbert Horal(1152??-1200)». www.templiers.org (em inglês). Projet Braucéant. Consultado em 18 de junho de 2011